# Strongylodon macrobotrys
A Strongylodon macrobotrys a hüvelyesek (Fabales) rendjébe, ezen belül a pillangósvirágúak (Fabaceae) családjába tartozó faj.

## Előfordulása
A Strongylodon macrobotrys eredeti előfordulási területe a Fülöp-szigetek trópusi esőerdei.

## Megjelenése
Évelő, elfásult liánszerű növényfaj, amely akár 18 méteresre is megnőhet. A halvány zöld színű levele három levélkéből tevődik össze. A karomalakú virágai fürtvirágzatokban nőnek. Egy virágzat akár 3 méteres is lehet, és 75 darab virágból állhat. A virágok türkiz színűek. A növény megporzását a madarak és a denevérek végzik. A négyzetszerű rövid, de húsos hüvelytermése 15 centiméteres és legfeljebb 12 darab magot tartalmaz.

## Képek

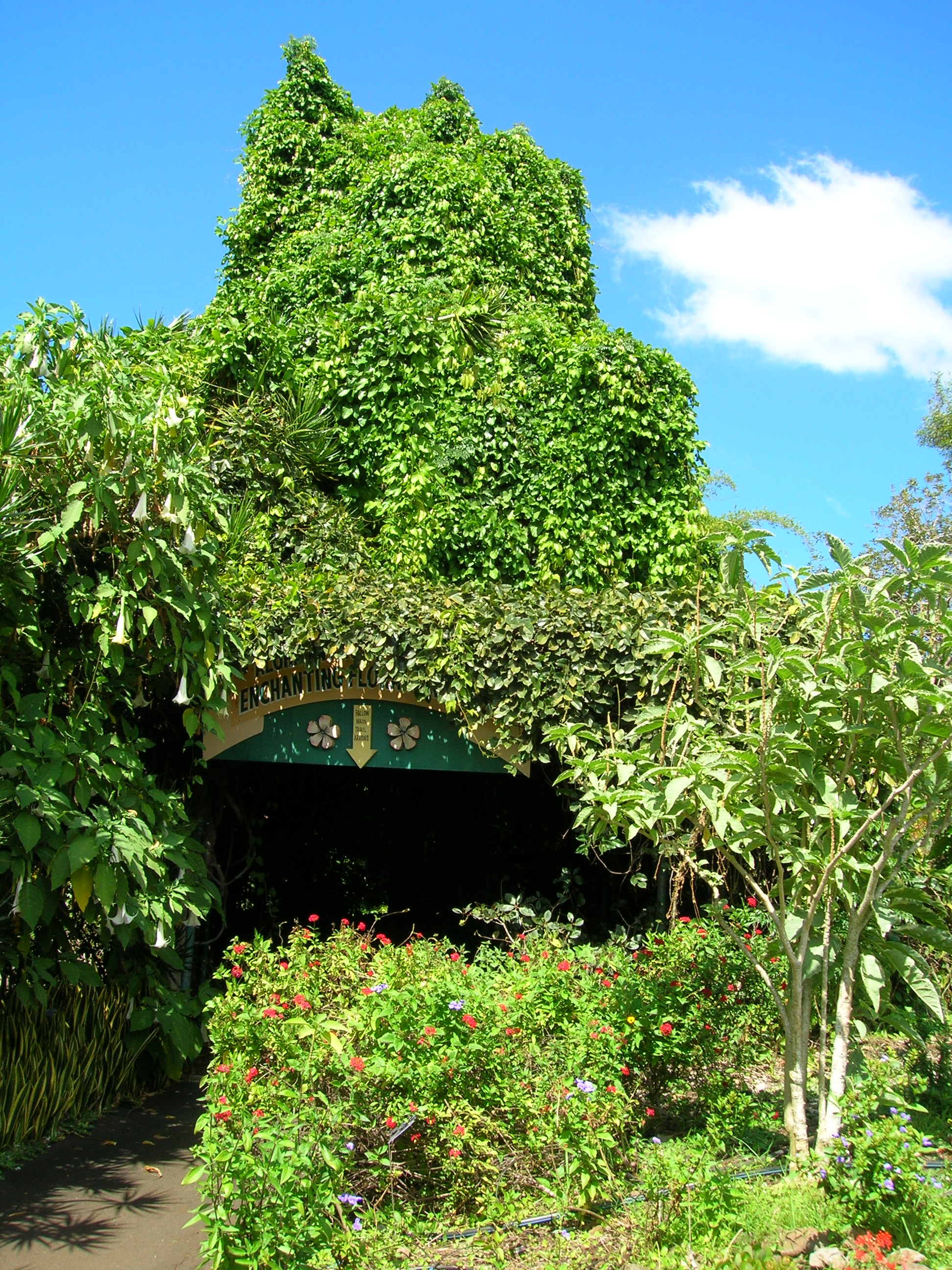
A növény, mely felkúszott egy épületre
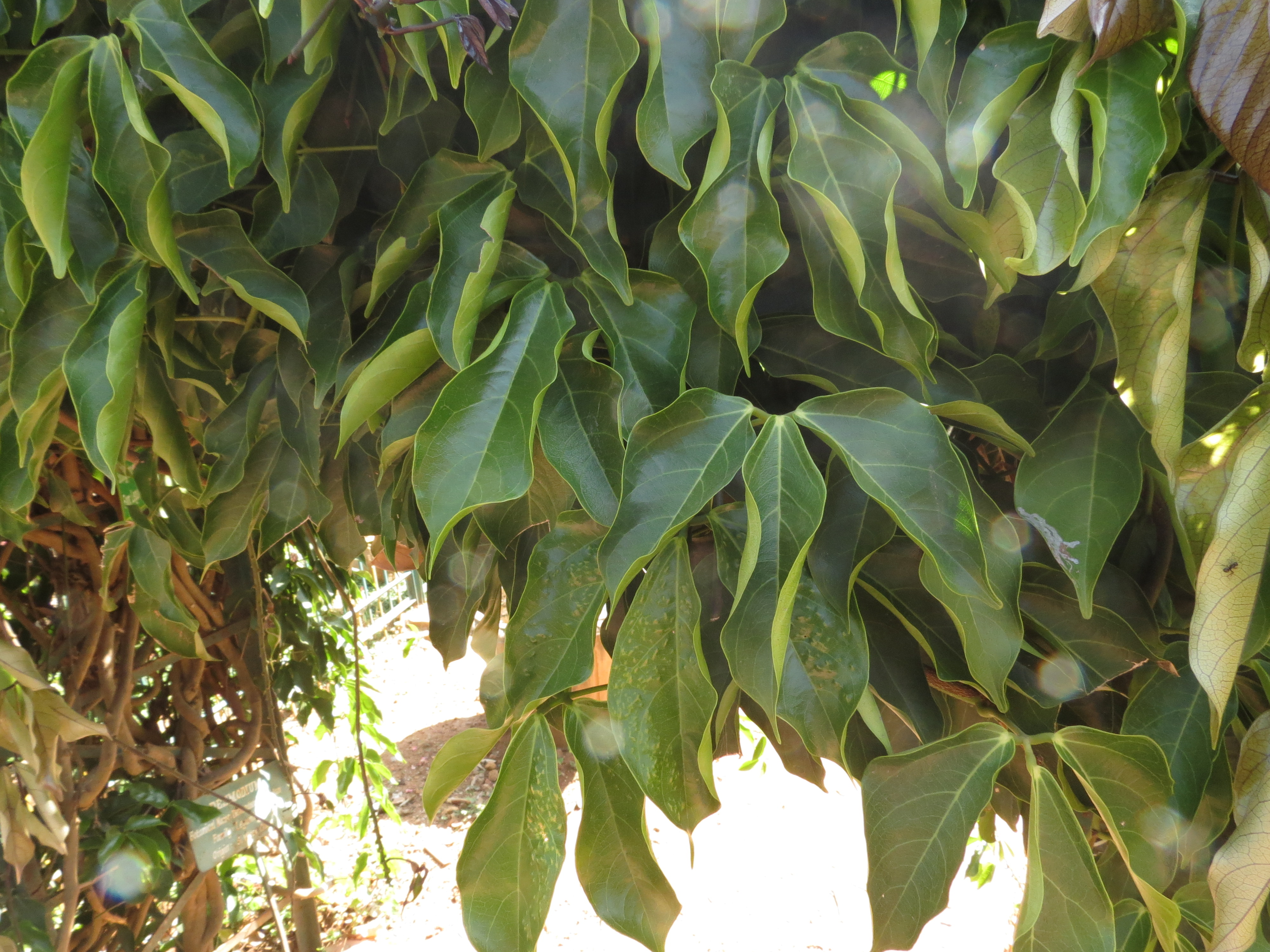
A levelei
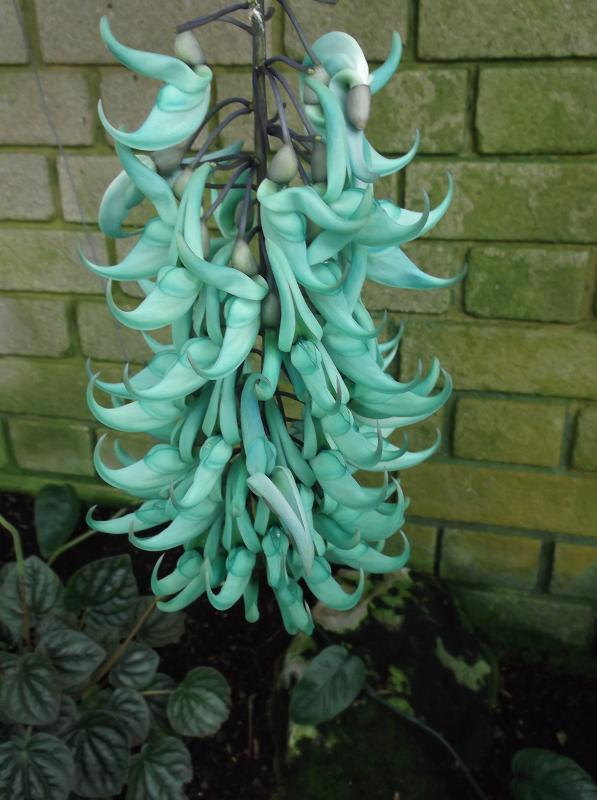
Virágzata és
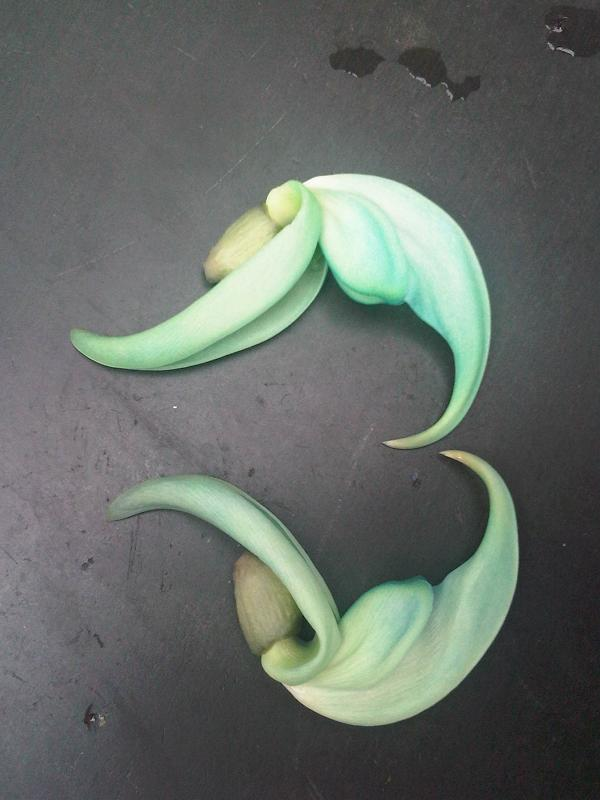
virága
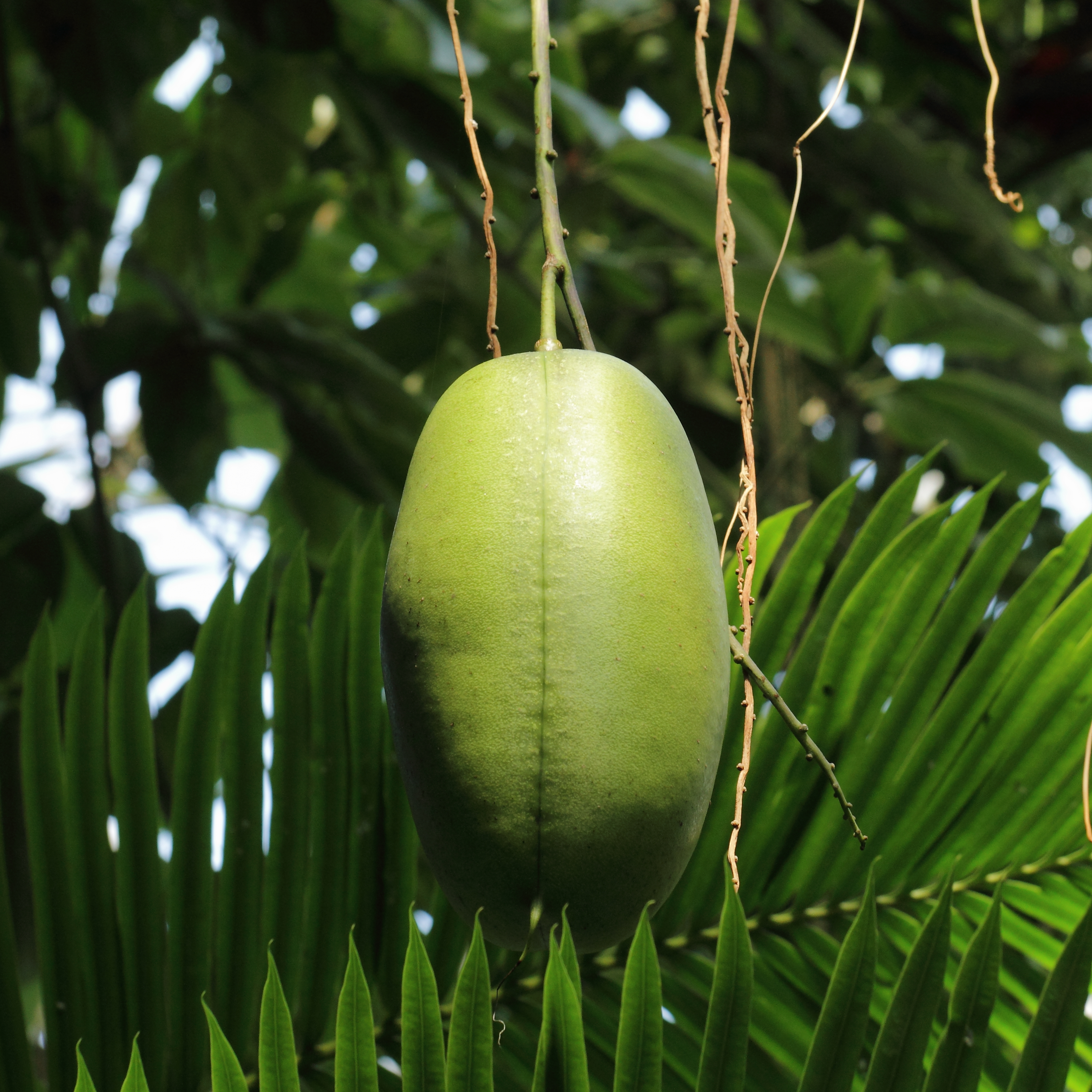
Húsos gyümölcsszerű hüvelytermései

## Fordítás
- Ez a szócikk részben vagy egészben  a   Strongylodon macrobotrys című angol Wikipédia-szócikk ezen változatának fordításán alapul.  Az eredeti cikk szerkesztőit annak laptörténete sorolja fel. Ez a jelzés csupán a megfogalmazás eredetét és a szerzői jogokat jelzi, nem szolgál a cikkben szereplő információk forrásmegjelöléseként.